# Ayumu Tachibana
Ayumu Tachibana (立花 歩夢 Tachibana Ayumu?), född 4 november 1995 i Kanagawa prefektur, är en japansk fotbollsspelare.
Tachibana började sin karriär 2018 i Yokohama FC.